# Шамс Кайси Рази
Шамс-ад-Дин Мухаммад ибн Кайси Рази, также известный как Кайси Рази — персидский поэт, мыслитель и лингвист.

## Биография
По его собственным словам, родился в городе Рей (нынешний Иран). Точный год рождения Кайси Рази неизвестен. Первая дата, относящаяся к его жизни и зафиксированная в книгах — 1204/1205 год. В этом году, он прибыл в Бухару и некоторое время жил там.
До 1205 года он некоторое время оставался в других городах Мавераннахра и Хорасана, а также был в Хорезме, для совершенствования науки и знаний. На основании этих данных предполагается, что в это время (1205 г.) ему уже было за 20-30 лет, так что он, вероятно, родился в 80-х годах XII века (1180-е). Начальное образование Шамс-ад-Дин получил в родном городе Рей и за короткое время полностью овладел популярными науками того времени, особенно увлекался поэзией.
Он прибыл в Бухару в 1205 году для усовершенствования науки и своих знаний. В то время Бухара был одним из влиятельнейших центров персидской науки и литературы, и в его литературно-научных кружках собирались большинство ученых города. Такие относительно благоприятные условия очень подходили любящему науку Шамс-ад-Дину, поэтому он продолжал совершенствовать свои знания в этом городе до 1207 года. В 1207 году, когда хорезмшах Мухаммед ибн Текеш (умер в 1220 г.) занял Бухару под предлогом подавления восстания Санджар-малика (глава народного движения Бухары в 1206-07 годах), он пригласил Кайси Рази к своему двору. Его жизнь и деятельность в 1207-1219 годах в основном прошли в Хорезме.
В 1219 году, после поражения от монгольской армии, Мухаммед решил бежать. Шамс Кайси Рази вместе с другими поэтами и последователями хорезмшаха эмигрировал в Ирак. 1219-1226 годы были самыми тяжелыми в его жизни, в течение 7-8 лет он, преследуемый монгольским войском, перебирался из одного города в другой и видел своими глазами бесчисленные грабежи, насилие и резню монголов. В этот период он дважды попадал в плен в своем родном городе Рей и претерпел множество пыток. В 1226 году Шамс Рази прибыл из Ирака обратно в Персию (Парс) и поступил на службу к атабеку из династии Салгуридов - Сааду ибн Занги, который был правителем Парса и её провинций. Так как Шамс-ад-Дин был добродетельным, образованным и миролюбивым человеком, то за очень короткий срок завоевал большой авторитет и уважение при дворе и стал одним из особых слуг шаха. В 1231 году, после смерти Саада ибн Занги, на трон взошёл его сын Абу Бакр ибн Саад, но статус Кайси Рази при дворе остался прежним. В это же время свою работу при дворе нового правителя начинает другой знаменитый персидский поэт Саади. Дальнейшие данные о жизни Шамса Кайси Рази не найдены и неизвестны. В своей книге «Аль-му'джам фи ма'ойири аш’ориладжам» Кайси Рази, упоминает о завоевании Бахрейна, Омана и ряда островов Персидского залива Абу Бакром ибн Саадом, которое относится к 1238-1239 годам. Из этого можно предположить, что Рази остаток жизни провёл при дворе Салгуридов.

## Литературное наследие
Из научно-литературного наследия Шамса Кайси Рази до нашего времени дошёл только его труд «Аль-му'аджам фи ма'ойири аш’ориладжам». Кроме этой книги до нашего времени не дошли его произведения под названием «Тибёнуллугат аттюрки ало лисан улкангали», «Алуйуб фи мукаффи аш’орулараб» («Айбхай кофий араб»), «Китабулкафи фил арузайн валь кавафи».
«Аль-му'аджам фи ма'ойири аш'ориладжам» является одним из старейших и наиболее полных произведений персидско-таджикского литературоведения и считается бесценным источником по теории поэзии и поэтов, взаимоотношениям критиков и поэтов того времени. «Аль-му'аджам» считается надежным источником для изучения науки о поэзии. Кроме того, этот труд считается надежным источником для изучения многих важных событий тех времен (конца XII века и начала XIII века), потому что Шамс Кайси Рази поместил в это произведение большое количество событий и происшествий, свидетелем которых он был сам. Кроме того, именно благодаря нему до нас дошли имена ряда персидских и таджикских поэтов, учёных домонгольских времен: Бахрами Сарахси, Амир Абу-Мансур Касим ибн Ибрахим Кайини, Имам Хасан Каттан. Следует отметить, что помимо этого, в данном произведении упоминаются имена и других современных поэтов, таких как: Салим, Хамим, Коте, Муштарак и др. Произведение Шамса Кайси Рази «Аль-му'аджам» сохранило свою литературную ценность, используется и исследуется до сих пор. Эта работа имеет большое научное значение как надежный источник для изучения жизни и творчества некоторых деятелей того времени, о которых мы не располагаем достаточным количеством сведений в других источниках.